# Trichocerca pusilla
Trichocerca pusilla är en hjuldjursart som först beskrevs av Jennings 1903.  Trichocerca pusilla ingår i släktet Trichocerca och familjen Trichocercidae. Arten är reproducerande i Sverige. Inga underarter finns listade i Catalogue of Life.